# Jan Lutosławski
Jan Lutosławski (ur. 27 stycznia 1875 w Drozdowie, zm. 21 grudnia 1950 w Krakowie) – polski agronom, publicysta rolniczy i działacz społeczny.

## Życiorys
Urodził się 27 stycznia 1875 w Drozdowie, w rodzinie Franciszka Dionizego (1830–1891) i Pauliny ze Szczygielskich (1846–1922). W 1893 ukończył gimnazjum w Mitawie. Studiował rolnictwo na politechnice Ryskiej oraz uniwersytetach w Lipsku, Halle (u prof. Juliusa Kühna) i Jenie. Studiował także w Monachium oraz historię i socjologię w Berlinie. Studia ukończył w stopniu doktora (na uniwersytecie w Halle), po czym do 1909 gospodarował w Drozdowie i przeniósł się do Warszawy. Był wieloletnim redaktorem Gazety Rolniczej. Publikował artykuły z zakresu ekonomii, nauk społecznych i organizacji rolnictwa. Podpisywał się częstokroć tylko inicjałami. Od 1909 związany z czasopismem na stałe, jako współredaktor ze Stanisławem Leśniowskim, a potem samodzielnie, jako redaktor naczelny. W 1914, w wyniku działań wojennych znalazł się na terenie Rosji i w latach 1915–1918 kierował w Moskwie średnią szkołą dla polskich uchodźców. Od stycznia 1919 ponownie objął stanowisko redaktora naczelnego Gazety Rolniczej, piastując je do 1939. W tym czasie współpracował w wydawaniu szeregu zeszytów naukowych i wydawnictw specjalnych na różnego rodzaju jubileusze, zjazdy i kongresy (m.in. na I Polski Kongres Rolniczy w 1924, XII Międzynarodowy Kongres Rolniczy w Warszawie w 1925, czy na PeWuKę w 1929).
Podczas okupacji i powstania warszawskiego stracił prawie wszystkich najbliższych i cały majątek, co spowodowało u niego załamanie psychiczne i zdrowotne. W 1942 w obozie Auschwitz zginął jego jedyny syn – Szczęsny Bohdan (1902–1942). Wraz z żoną Wandą z Daszkiewiczów h. Korybut znalazł się w przytułku dla biednych starców, z którego ostatecznie się wydostał i skierował do Poznania, gdzie nawiązał kontakt z Poznańskim Towarzystwem Przyjaciół Nauk oraz Instytutem Zachodnim. Czasowo przebywał w Kórniku. W 1948 zmarła mu żona. Po raz kolejny zmienił miejsce zamieszkania, przenosząc się do Krakowa i nawiązując kontakty z Polską Akademią Umiejętności.
Przed śmiercią opiekowała się nim bratowa; zmarł 21 grudnia 1950 w Krakowie. Spoczął w rodzinnym grobowcu Lutosławskich w Drozdowie.

## Ordery i odznaczenia
- Krzyż Oficerski Orderu Odrodzenia Polski (7 listopada 1925)[4][1]
- Krzyż Kawalerski Orderu Danebroga (Dania)[1]
- Order Zasługi Rolniczej (Francja)[1]

## Prace (wybór)
- Przewodnik po ważniejszych wyższych zakładach rolniczo naukowych za granicą (1900),
- Szkoły rolnicze i leśnicze (1901),
- Największa obora czerwonego bydła krajowego w Polsce (1907),
- Stosunki rolnicze na Rusi (1913),
- Księga wsi polskiej – źródła, dzieje i kierunek jej kultury (1938).